# Ammendorf B 53
B 53 – oznaczenie nadane przez Berliner Verkehrsbetriebe dla serii 50 wagonów doczepnych wyprodukowanych dla Berlina w zakładach VEB Waggonbau Ammendorf.

## Historia

Wagon silnikowy nr 5873 (T 24 U) z doczepą nr 1775^{II} na linii 69 na Leninallee, 1958 r.

Na początku lat 50. XX wieku berliński tabor tramwajowy był mocno przestarzały wskutek uwarunkowań wojennych. BVG własnymi siłami dokonywało modernizacji tramwajów poprzez wymianę nadwozi. Na przełomie lat 1950–1951 zakupiono 40 wagonów doczepnych LOWA ET50 i przegubowy wagon trzyosiowy BEL 50. Mimo że zakupiono pierwszy skład wagonów czteroosiowych TDE 52/BDE 52 nr 8001+3001, nie było mowy o dostawie większej liczby tych tramwajów, więc BVG musiało skupić się na modernizacji posiadanych wagonów dwuosiowych. Szeroką modernizację tramwaju nr 6144 (typu T 24) zlecono zakładom LEW Hennigsdorf. Nadwozie otrzymało obniżone fartuchy i nowe jednoczęściowe drzwi przesuwne. Do 1955 r. wyremontowano łącznie 75 wagonów silnikowych w zakładach LEW Hennigsdorf i LOWA.
Z myślą o zmodernizowanych wagonach silnikowych w VEB Waggonbau Ammendorf zamówiono 50 wagonów doczepnych, które dostarczono na przełomie lat 1953 i 1954. Otrzymały one oznaczenie B 53: B – Beiwagen, 53 – rok produkcji. Powstały one na bazie konstrukcji wyprodukowanej w LOWA i Bautzen. W przeciwieństwie do T 24 U doczepy produkcji Ammendorfu miały dwuczęściowe drzwi przesuwne. Tarcze hamulcowe umieszczono pośrodku osi. W 1957 r. doczepa nr 1800II dostała nr 1750III, zwolniony przez BEL 50 (przenumerowany na 1749II).

## Modernizacja
Po tym, jak w latach 1959–1964 BVG zmodernizowało swoje tramwaje T 24 na Rekowagen (typy TE 59, BE 59/1 i BE 59/2), w 1964 r. do remontu skierowano także doczepy B 53. W porównaniu z TE 59 i BE 59, w których zachowano oryginalny szkielet, B 53 otrzymały nową konstrukcję nadwozia. Wykorzystano stare układy hamulcowe i zestawy kołowe, które nie były kompatybilne z innymi Rekowagen. W modernizowanych doczepach nie zamontowano już miejsca dla konduktora, ponieważ w toku było wprowadzanie obsługi bezkonduktorskiej. Przebudowane doczepy oznaczono jako BE 64. Dołączano je do składów za wagonami BE 59, argumentując to lepszym działaniem hamulców w tych wagonach. BE 64 wprowadzono do eksploatacji między listopadem 1964 a lutym 1966. Doczepy otrzymały numery z zakresu 2101II–2150II. Po wprowadzeniu schematu numeracji EDV w 1971 r. na doczepach pojawiły się numery 267 401–450.
Do dziś żadna z doczep nie zachowała się w oryginalnym stanie. Wagon Reko nr 267 428 (ex 2128II) zachował się jako pojazd historyczny DVN Berlin. Powstał w 1965 r. na skutek przebudowy wagonu nr 1788II.